# Gonzalo de la Carrera
Gonzalo Armando de la Carrera Correa (Santiago, 13 de enero de 1962) es un ingeniero comercial, exconductor radial y político chileno, militante del Partido Nacional Libertario. Desde 2022 ejerce como diputado de la República por el distrito N.°11, que agrupa a las comunas de Las Condes, Lo Barnechea, Vitacura, La Reina y Peñalolén. Es exmilitante del Partido Republicano.

## Biografía

### Familia y juventud
Nació en Santiago, el 13 de enero de 1962. Hijo de Jaime de la Carrera Silva y de María Isabel Correa Vásquez.
Casado con María Angélica Bezanilla Mena, actualmente se encuentra separado. Es padre de 6 hijos. El 29 de agosto de 2008, su hija Trinidad de 16 años, fue una de las nueve alumnas del Colegio Cumbres que falleció producto de un accidente carretero durante su gira de estudios, en la comuna de Putre.

### Estudios y vida laboral
Realizó parte de su educación básica en Estados Unidos. Posteriormente, en Chile, estuvo en un colegio privado y en el Liceo 11 de Hombres en Santiago. Egresó de enseñanza media del Redland School, en 1979. Posteriormente, entre 1981 y 1985 estudió Ingeniería Comercial en la Pontificia Universidad Católica de Chile.
Entre 1991 y 2004 se desempeñó como director regional de la empresa Oriflame para América Latina. Entre 2009 y 2012 fue director ejecutivo de Recrear S.A. - Bioway S.A. Posteriormente, entre 2012 y febrero de 2013 se desempeñó como gerente corporativo de nuevos negocios del grupo Bethia Comunicaciones S.A.
Entre 2012 y 2015 fue presidente de la Isapre Colmena y presidente de Colmena Salud S.A. En 2013 ocupó el cargo de director de la Asociación de Isapres y de la Asociación de Clínicas Regionales. Ese mismo año y hasta mayo de 2014 se desempeñó como director titular de la Clínica San Carlos de Apoquindo.
Entre 2015 y 2021 se desempeñó como conductor del programa Directo al Grano en Radio Agricultura, dejando el programa para iniciar su campaña como candidato a alcalde por la comuna de Las Condes.

## Trayectoria política y pública
Fue militante de Evópoli, partido al que renunció en 2019. Luego, se unió al Partido Republicano, donde militó hasta diciembre de 2021, tras presentar su renuncia a la colectividad, aunque luego indicó que José Antonio Kast pidió su renuncia.
Entre abril y septiembre de 2014, fue nominado por la entonces Presidenta de la República, Michelle Bachelet para integrar la Comisión Presidencial Reforma de la Salud Privada. El 27 de marzo de 2018, durante el segundo gobierno de Sebastián Piñera, fue designado como Vicepresidente de la Empresa Nacional del Petróleo (ENAP), cargo que ejerció hasta el 5 de septiembre del mismo año cuando presentó su renuncia.
En las elecciones municipales de 2021, se postuló al cargo de alcalde de Las Condes, en cupo del Partido Republicano de Chile, obteniendo la segunda mayoría con el 30,83 % de los votos, no resultando electo. En noviembre de 2021 resultó electo diputado por el 11° distrito, que comprende las comunas de La Reina, Las Condes, Lo Barnechea, Peñalolén y Vitacura, dentro del pacto Frente Social Cristiano, para el período legislativo 2022-2026. Obtuvo 46 069 votos, equivalentes a un 11,15% del total de sufragios válidamente emitidos, con la primera mayoría del distrito.
En 2024 se une al Partido Nacional Libertario liderado por el diputado Johannes Kaiser. De la Carrera es miembro fundador junto a la diputada Gloria Naveillán.

## Controversias
El 31 de mayo de 2022, durante una sesión legislativa, De la Carrera discutió con el diputado Daniel Manouchehri, acusándolo de tener un conflicto de interés sobre la Ley Dicom. Tiempo después, se reveló a través de un video que De La Carrera agredió físicamente a Manouchehri.
El 30 de agosto de 2022, realizó un comentario irónico en contra de la ministra del Interior y Seguridad Pública, Izkia Siches, siendo amonestado por este y, acercándose a la testera del hemiciclo, comienza una discusión con la mesa directiva de la Cámara de Diputadas y Diputados y la diputada Marcela Riquelme, tratando de «estúpida» a esta última, la cual le pide al presidente de la corporación, Raúl Soto, que certificara los hechos. Tras una serie de insultos por parte del diputado del distrito N.°11, interviene el vicepresidente primero de la Cámara baja, Alexis Sepúlveda, quien recibió golpes en el rostro por parte de Gonzalo de la Carrera. Dicha acción fue reprochada transversalmente por todo el espectro político, inclusive por la bancada del Partido Republicano, quien expulsó a De la Carrera de sus filas.
El 5 de octubre de 2022 durante una sesión en la Cámara de Diputadas y Diputados, de la Carrera realizó comentarios contra la diputada Emilia Schneider, afirmando que «respetando su condición», ella no podía exigir el derecho al aborto y el derecho a menstruar, por el hecho de ser transgénero. La situación causó un importante revuelo entre diputados oficialistas, así como también entre otros diputados de derecha y centroderecha, quienes salieron a rechazar los dichos. En el mismo contexto, de la Carrera acusó a la bancada de Schneider de «feminazis».
De la Carrera se ha caracterizado por ser un persistente difusor de fake news y por promover discursos de odio a través de sus redes sociales.

## Historia electoral
| Año  | Tipo           | Territorio    | Pacto                   | Partido | Votos  | %     | Resultado         |
| ---- | -------------- | ------------- | ----------------------- | ------- | ------ | ----- | ----------------- |
| 2021 | Municipales    | Las Condes    | Republicanos            | PRCh    | 44 704 | 30.30 | No electo alcalde |
| 2021 | Parlamentarias | 11.º distrito | Frente Social Cristiano | PRCh    | 46 032 | 11.15 | Diputado          |